# 神戸野田高等学校
神戸野田高等学校（こうべのだこうとうがっこう）は、兵庫県神戸市長田区海運町六丁目にある私立高等学校。発足以来女子校であったが、現在は男女共学である。

## 沿革
- 1926年（大正15年） - 神戸野田高等女学校として設置認可。
- 1948年（昭和23年） - 学制改革により神戸野田高等学校となる。
- 1986年（昭和61年） - 創立60周年記念式典・記念音楽祭挙行。
- 2006年（平成18年） - 創立80周年記念式典挙行。
- 2011年（平成23年） - 大学特進コースを共学化。
- 2016年（平成28年） - 全コース男女共学化。創立90周年記念式典挙行。

## 学科
- 普通科
  - 特進Sコース（文系・理系）
  - 特進グローバル英語コース
  - 特進アドバンスコース
    - 文系
    - 理系
    - スポーツ系

  - 進学総合コース
    - 人間科学系列　人文ユニット・保育ユニット
    - 情報科学系列　情報テクノロジーユニット・情報デザインユニット
    - 自然科学系列　理数ユニット
    - 芸術表現系列　創造表現ユニット

## クラブ活動

### 運動部
- ★ソフトボール部
- ★ダンス部
- ★女子バレーボール部　2017年に全国高等学校総合体育大会（インターハイ）初出場[1]。

- テニス部
- 卓球部
- バスケットボール部
- バドミントン部
- フェンシング部
- ボウリング部
- 水泳部
- 柔道部
- フィギュアスケート部　等

★は強化部

### 文化部
- 軽音楽部
- 箏曲部
- 茶道部
- 華道部
- 書道部
- 吹奏楽部
- 美術部
- 演劇部
- 調理部
- コーラス部
- 漫画動画研究部
- インターアクト部
- 写真部

### 同好会
- 自然科学同好会
- 同好会
- パソコン同好会
- 将棋同好会
- 鉄道研究同好会

## 周辺
- 神戸市立駒ケ林小学校
- 神戸海運郵便局
- カトリックたかとり教会

## 著名な出身者
- 琴まりえ（元宝塚歌劇団星組娘役）
- 赤井睦（競艇選手）
- 松谷令子（女優）
- 川口亜祐美（元女子プロ野球選手）
- 坂本花織（フィギュアスケート選手）
- 石田万音（プロボウラー）
- 実熊瑠琉/みくまるる (モデル)
- 寿美菜子（声優）

## 交通アクセス
- JR神戸線（山陽本線）鷹取駅から南へ600m。
- 神戸市バス（81系統）本庄町にて下車、南西へ300m。